# ×Niduregelia
×Niduregelia, hibridni rod od tri vrste biljaka iz Brazila. Postoji više kultivara.

## Vrste
1. ×Niduregelia ×edmundoi (Leme) Leme  (Bahia, pa do Santa Catarina)
2. ×Niduregelia ×fraudulenta (Leme) Leme  (Rio de Janeiro)
3. ×Niduregelia ×lyman-smithii (Leme) Leme (Bahia)